# 6e brigade de fusiliers motorisés cosaques de la Garde
Pour les articles homonymes, voir 6e brigade.
La 6e brigade de fusiliers motorisés cosaques de la Garde (en russe : 6-я гвардейская казачья мотострелковая бригада, abrégé 6 oгmкбр), de son nom complet la 6e brigade indépendante de fusiliers motorisés cosaques de la Garde « Lissitchanskaïa » nommée d'après Matveï Platov (en russe : 6-я отдельная гвардейская мотострелковая Лисичанская казачья бригада имени Матвея Платова), numéro d'unité militaire 69647, est une unité des forces terrestres russes, anciennement une entité séparatiste de la milice populaire de la république populaire de Lougansk.

## Historique
La 6e brigade est créée en 2014 sous le nom de 1er régiment cosaque sous le commandement de Pavel Dremov. Le 9 janvier 2015, l'unité est rebaptisée 6e régiment indépendant de fusiliers motorisés cosaques et engagée dans la bataille de Debaltseve, pendant la guerre du Donbass. Le 12 décembre 2015, Dremov est tué sur une autoroute près de Pervomaisk.
Déployée sur le front Est de l'invasion russe de l'Ukraine, le régiment est engagé à l'été 2022 dans la bataille de Sievierodonetsk, puis dans la bataille de Lyssytchansk, où 240 membres du régiment sont tués. En 2023, le régiment est transformé en brigade et rattachée au 2e corps d'armée. La brigade participe ensuite à la bataille de Soledar, celle de Bakhmout et à la contre-offensive ukrainienne de 2023.